# أذرمة
أَذْرَمَة هي بلدة تاريخيَّة قديمة تقع ضمن ديار ربيعة في الجزيرة الفراتية العُليا من أعمال الموصل ومن نواحي نصيبين. كانت بلدة عامرة في العصر العبَّاسي. تراجعت أهميتها لتصبح قرية صغيرة في زمن ياقوت الحموي.

## التاريخ
كانت أذرمة قرية قديمة استولى عليها الأمير الحسن بن عمر التغلبي من صاحبها، وبنى فيها قصرًا وحصَّنها. وقدَّم الفيلسوف أحمد بن الطيب السرخسي وصفًا مُفصَّلًا للبلدة، إذ رافق الخليفة العبَّاسي أحمد المعتضد بالله (حكم 279 – 289هـ / 892 – 902م) في رحلته إلى الرّملة أثناء حربه مع خمارويه المُتمرِّد عليه، فقد كان من ندماء الخليفة. وذكر الرَّحالة ياقوت الحموي عن السرخسي أن الخليفة رحل من "بُرْقُعَيْد" إلى أذرمة، وأن المسافة بينهما كانت خمسة فراسخ. ووصف أذرمة في ذلك الوقت (القرن الثالث الهجري / التاسع الميلادي) بما يلي:
- يخترقها نهر مصدره عين تبعد فرسخين عنها، ويمر النهر عبر البلدة وصولًا إلى صحرائها.
- يوجد وسط البلدة قنطرة مبنية بالصخر والجص على النهر.
- توجد رحى ماء على القنطرة.
- للبلدة سوران، أحدهما دون الآخر.
- تحتوي على رحبات (ساحات) وسوق يضم حوالي مائتي حانوت.
- لها باب مصنوع من الحديد.
- يحيط بها خندق من خارج السور.

أما في زمن ياقوت الحموي (القرن السابع الهجري / الثالث عشر الميلادي)، ذكر أنها أصبحت مجرد قرية صغيرة لم يبقَ فيها شيء مما وصفه السرخسي.

## الموقع
حُدد موقع أذرمة قديمًا بأنها من ديار ربيعة. وفي زمن ياقوت الحموي، عُدَّت من أعمال الموصل، ضمن كورة (مقاطعة) تُعرف بـ "بين النهرين"، بين كورة البقعاء ونصيبين، وكانت سابقًا تُنسب لأعمال نصيبين. ذكر السرخسي أن المسافة بينها وبين قرية "السُّمَيْعِيَّة" (قرية الهيثم بن المعمر) كانت فرسخًا واحدًا عرضًا، وبينها وبين مدينة سنجار عشرة فراسخ عرضًا.

## من أعلامها
يُنسب إلى البلدة العالم المُسلم والمحدِّث الزاهد عبد الله بن محمد بن إسحاق الأذرمي النصيبيني. انتقل إلى الثغر وأقام بأذرمة حتى وفاته. اشتهر بمناظرته لأحمد بن أبي دؤاد في قضية خلق القرآن وإفحامه له. سمع الحديث من كبار المحدثين مثل سفيان بن عيينة وغُنْدَر وهشيم بن بشير وإسماعيل بن علية وإسحاق بن يوسف الأزرق. روى عنه أبو حاتم الرازي وأبو داود السجستاني وعبد الله بن أحمد بن حنبل ويحيى بن محمد بن صاعد. وقدم بغداد وحدَّث بها. ذكر ابن عساكر أن أذرمة من قرى نصيبين.

### فهرس المنشورات
1. 1 2 3  الحموي (1977)، ج. 1، ص. 131-132.
2. 1 2 3 4  الحموي (1977)، ج. 1، ص. 132.

### معلومات المنشورات كاملة
الكتب مرتبة حسب تاريخ النشر
- ياقوت الحموي (1977)، معجم البلدان (ط. 1)، بيروت: دار صادر، OCLC:1014032934، QID:Q114913343